# Pensando en ti (canción de Mago de Oz)
Pensando en ti es el vigésimo sencillo de la banda Mägo de Oz, y el sencillo de Love and Oz.

Esta canción es un cover de la canción Dust in the Wind de Kansas, apareciendo por primera vez en el sencillo de El que quiera entender... Que entienda. Siendo remasterizada para el álbum Love and Oz y este sencillo.

## Lista de canciones
| N.º  | Título           | Duración |  |
| 1.   | «Pensando en ti» | 4:30     |  |
| 4:30 |                  |          |  |